# Framlingham
Framlingham est une petite ville dans le Suffolk en Angleterre.

## Géographie
Framlingham est situé dans le centre de Suffolk.

## Histoire

### Personnalités liées à la commune
- Edmund Goodwyn (1756-1829), physiologiste, né et mort à Framlingham.
- Edwin Edwards (1823-1879), peintre et graveur né dans cette ville.
- Alice Russell (1975-) chanteuse de soul, jazz et électro est née dans cette ville.
- Ed Sheeran (1991-) chanteur, a grandi à Framlingham et évoque son enfance dans cette ville dans sa chanson Castle On The Hill.